# الكويرة
الكويرة هي مدينة مهجورة تقع في إقليم أوسرد بجهة الداخلة وادي الذهب.جنوب المملكة المغربية، و يحدها من الغرب المحيط الأطلسي، وتحدها مدينة نواذيبو الموريتانية من الشرق، حيث تبعد عنها بحوالي 15 كم. وهي خالية تماما من السكان، وتتكون من بنايات قديمة يرجع تاريخها لفترة الإستعمار الإسباني للمدينة.

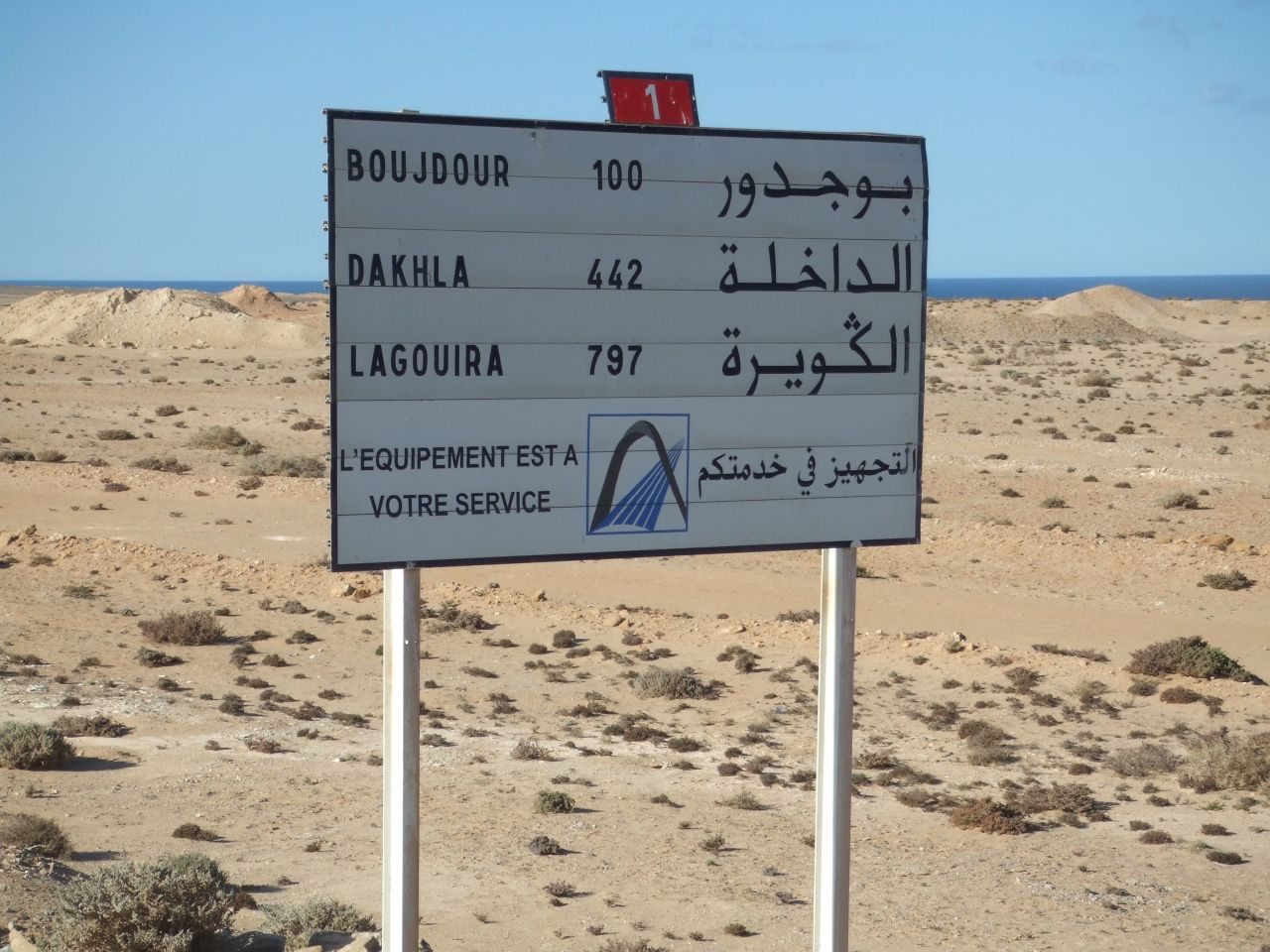
لافتة في الطريق الوطنية رقم 1 في المغرب يظهر عليها المسافة إلى الكويرة

## تاريخ

### الإستعمار الإسباني
في سنة 1900، قامت السلطات الإستعمارية الفرنسية والإسبانية بتقسيم شبه جزيرة الرأس الأبيض إلى شطرين بشكل طولي، حيث إحتفظ الفرنسيون بالجزء الشرقي الذي أُحدث به ميناء إيتيان (نواذيبو حالياً)، بينما حصل الإسبان على الجزء الغربي (الكويرة حالياً). وبعد مُرور سنوات على ترسيم الحدود، بدأ الإستقرار الإسباني بالمنطقة عبر إنشاء مركز عسكري لحماية معمل لتصبير وتمليح السمك في الجنوب الغربي للرأس الأبيض، وبذلك تم إنشاء مدينة الكويرة.
خلال فترة الإستعمار الإسباني كانت الكويرة كمدينة صغيرة وتتوفر على مختلف البنيات التحتية المهمة كمدرسة، مستوصف، مركز البريد، كنيسة، بنك. وكانت تتوفر على مطار بمدرج غير معبد لهبوط وإقلاع الطائرات، وعلى بواخر بخارية لربط المدينة بجزر الكناري لنقل الأشخاص والبضائع، وقد كان الصيد البحري من بين أهم الأنشطة التجارية في الكويرة آنذاك، وساعد بناء معمل خاص بتصدير وتمليح السمك إلى إستقرار السكان بالكويرة، وتشير الإحصائيات القديمة الإسبانية إلى وجود 250 أوروبي، وأكثر من 1600 صحراوي من قبائل مختلفة مقيمين في المدينة، لكن الإستقرار والتطور الذي عرفته الكويرة سرعان ما سيتوقف بسبب زيادة الصراعات المسلحة بين جبهة البوليساريو والعسكريين الإسبان مما أجبر الساكنة الأوروبية على مغادرة المدينة.

### منذ 1975
بعد مغادرة إسبانيا من الصحراء، وتوقيع اتفاقية مدريد في سنة 1975، تم تقسيم الصحراء بين المغرب وموريتانيا، وقد أحدتث موريتانيا منطقة تيرس الغربية والتي تتكون من الداخلة والعركوب وأوسرد، فيما تم ضم الكويرة لنواذيبو. وقد استمر الصراع العسكري بين موريتانيا والبوليساريو على الكويرة، حيث قام مجموعة من عناصر البوليساريو بالسيطرة على الكويرة ورفع علم الجمهورية العربية الصحراوية الديمقراطية بها، واستمر حضور البوليساريو بالمدينة إلى غاية هجوم القوات الموريتانية لتحرير المدينة، وقد أدت المواجهات بين الطرفين إلى سقوط الكثير من القتلى. وفي الأخير سيطرت موريتانيا من جديد على الكويرة.
استمرت البوليساريو بشن حرب العصابات على منطقة تيرس الغربية لكون الجيش الموريتاني كان ضعيفاً جداً، كما أصبح الخط السككي الذي ينقل خام الحديد من الزويرات إلى نواذيبو يتعرض بشكل مستمر للتخريب من طرف عناصر البوليساريو، وبقي هذا الوضع قائماً إلى غاية سنة 1978، حيث خرجت موريتانيا من الصراع بعد انقلاب عسكري أطاح بنظام الرئيس المختار ولد داداه، ووقعت موريتانيا في سنة 1979 على اتفاق سلام مع جبهة البوليساريو. وبعد التوقيع على هذا الاتفاق، قامت القوات المسلحة الملكية المغربية بالسيطرة على تيرس الغربية، كما قام أعيان المنطقة ممثلين من مختلف القبائل بتقديم البيعة للملك الحسن الثاني في الرباط عبر مراسيم تم بثها مباشرة على التلفزة، وبذلك أصبحت تيرس الغربية جزءاً من التقسيم الإداري في المغرب، وأطلق عليها اسم إقليم وادي الذهب.
تم إخلاء المدينة من جميع سكانها في سنة 1989، وقد أعلنت موريتانيا أنها لن تسحب جنودها من الكويرة، لأن دخول الجنود المغاربة للكويرة يعني حصول مناوشات عسكرية بين المغرب والبوليساريو فيها، وهو ما سيأثر على مدينة نواذيبوالواقعة بجوار الكويرة، والتي تعتبر العاصمة الاقتصادية لموريتانيا، وقد تم الاتفاق على حراسة الكويرة من طرف جنود موريتانيين، لكن المياه الإقليمية ستكون خاضعة للبحرية الملكية المغربية.

### منذ 2020
في نونبر 2020، عاد الحديث عن الكويرة للواجهة، خصوصاً بعد العملية العسكرية التي قامت بها القوات المسلحة الملكية المغربية لتأمين المعبر الحدودي في الكركرات، حيث حدث تغير جذري في الجدار الرملي الذي تحول جنوبا صوب موريتانيا بعدما كان يمتد إلى أقصى الشرق لينتهي في السواحل الأطلسية، وبالتالي أصبح من المستحيل على جنود البوليساريو الوصول للمنطقة التي توجد فيها الكويرة.
في أبريل 2021، عرض التلفزيون الرسمي المغربي (قناة الأولى) خلال النشرة الرئيسية للأخبار روبورطاجاً خاص حول الموانئ البحرية التي سيتم بنائها في الأقاليم الجنوبية المغربية خصوصاً بجهة الداخلة وادي الذهب. هذا الروبورطاج عرض صورة تتضمن إنشاء 3 موانئ: ميناء الداخلة الأطلسي، ميناء امهيريز، وميناء الكويرة. وحسب المحليين السياسيين، فإن فرض السيادة المغربية في الكويرة وإخراجها من المنطقة العازلة، والتفكير في إعمار الكويرة هو إستمرار للعملية الذي قامت بها القوات المسلحة الملكية المغربية في الكركرات، أما مصادر أخرى فقد رجحت أن المغرب يرغب في التسريع إلى إعمار الكويرة خوفاً من تسلل البوليساريو إليها عبر موريتانيا وإنشاء مباني أو الإستقرار بها، خصوصاً بعد إعلان الجزائر عن تدشين خط بحري بين الجزائر وموريتانيا، وأن السفن التي تستغل هذا الخط ستعمل على نقل مواد البناء التي يتم تصنيعها بالجزائر.

## السكان
حسب التقسيم الإداري في المغرب فالكويرة جماعة حضرية في إقليم أوسرد بجهة الداخلة وادي الذهب، وحسب آخر إحصاء وهو الإحصاء العام للسكان والسكنى لسنة 2014، فالكويرة لا يسكن بها أي مواطن، وهذا راجع بالأساس إلى صعوبة الوصول للمدينة ومخاطر الألغام، والحالة السياسية للمنطقة. كما رجحت بعض المصادر عدم إحصاء أي سكان بالكويرة نظراً لغيابهم عنها وقت الإحصاء، كما هو الشأن بالنسبة لبعض الجماعات الأخرى التي تنتمي إدارياً لإقليم أوسرد، والتي لم يتم إحصاء أي سكان بها، كجماعتي الزوك وأغوينيت، وأيضاً جماعة ميجيك بإقليم وادي الذهب. ويعود السبب الرئيسي لعدم إحصاء أي سكان بهذه الجماعات هو تواجدها في مناطق جغرافية تعرف مناوشات عسكرية مستمرة بين المغرب والبوليساريو.
يعيش معظم السكان الذين تربطهم بالكويرة علاقة قبلية أو تاريخية بمدينة الداخلة التي تقع بها مختلف الإدارات العمومية الخاصة بالكويرة، وهو ما يُفسر النتائج التفصيلية لإنتخابات شتنبر 2015 التي أشارت إلى أن الكويرة تتوفر على 2700 ناخب. ويؤكد السياح الأجانب الذين قاموا بزيارة الكويرة، إنطلاقاً من نواذيبو إلى عدم وجود سكان في الكويرة، وأن ما بقي فيها هو مجرد بنايات قديمة يعود تاريخها للإستعمار الإسباني.
يتردد من حين لآخر، بعض الصيادون الموريتانيون على الكويرة من أجل الصيد البحري التقليدي.